# Цар-Асен (Тирговиштська область)
Цар-Асе́н (болг. Цар Асен) — село в Тирговиштській області Болгарії. Входить до складу общини Попово.

## Населення
За даними перепису населення 2011 року у селі проживали 163 особи.
Національний склад населення села:
| Національність   | Кількість осіб | Відсоток |
| ---------------- | -------------- | -------- |
| болгари          | 156            | 95,7%    |
| турки            | 6              | 3,7%     |
| не визначились   | 0              | 0%       |
| Всього відповіли | 163            |          |

Розподіл населення за віком у 2011 році:
Динаміка населення: